# Текла Юневич
Тѐкла Юнѐвич, родена като Текла Дадак, е полска суперстолетница.
Тя е най-дълголетният потвърден жител на Полша. Тя е и първият потвърден свръхдълголетнк в историята на Украйна, живял повече от 114 и 115 години. Към момента на смъртта си тя е вторият най-възрастен жив човек след Люсил Рандон и 21-вият най-възрастен човек в историята на света. Юниевич умира на възраст от 116 години и 70 дни.

## Личен живот
Юниевич е родена в Крупско, в тогавашна Австро-Унгария. Тя е кръстена в деня на раждането си в местната гръкокатолическа енория. Бащата на Текла, Ян Дадак, е работил за граф Ланцкоронски. Майка ѝ, Катаржина, родена Шквирко, се грижи за къщата, обаче умира по време на Първата световна война. Текла Юниевич израства в училището на Дъщерите на милосърдието (наричат я „Клуска“) в Пшеворск. През 1927 г. се омъжва за Ян Юниевич в същия град и след това се премества с него в Борислав. През 1928 г. ѝ се ражда дъщеря на име Янина, а година по-късно Уршула. През ноември 1945 г., по време на репатрирането, със съпруга и дъщерите си тя напуска територията, включена в състава на Съветския съюз, и се установява в Гливице. Ян Юниевич почива на 13 януари 1980 г. на 95-годишна възраст и е погребан в общинското гробище в Лабенди.
Текла Юниевич умира сутринта на 19 август 2022 г. на възраст 116 години и 70 дни в Гливице. Причината за смъртта е инсулт.

## Семейство
Юниевич има петима внуци, четирима правнуци и четирима праправнуци (четвъртата праправнучка – Ига Текла – се ражда навръх 115-ия ѝ рожден ден, 10 юни 2021 г.) От няколко години внуците ѝ се грижат за нея.

## Рекорди
На 10 юни 2016 г. тя навършва 110 години. На 20 юли 2017 г., след смъртта на Ядвига Шубартович, тя става най-старата жива полякиня. Тя е първата навършила 113, 114, 115 и 116 години. След смъртта на Кане Танака на 19 април 2022, тя става вторият най-стар жив човек в света след Люсил Рандон.